# Directorio de Pueyrredón
Juan Martin de Pueyrredón asumió el cargo como Director Supremo de las Provincias Unidas del Río de la Plata en junio de 1816 luego de haber sido elegido por el Congreso Nacional que declaró la independencia. Fue el director de Estado de acción más trascendente.
El principal objetivo de Pueyrredón fue la realización de la expedición libertadora a Chile y Perú, acordada con José de San Martín, para poner fin a la Guerra de la Independencia Argentina.

## Medidas
Pueyrredón dispuso la creación del Ejército de los Andes, nombró a San Martín general en jefe y ordenó la ejecución de la campaña libertadora. Sin embargo, el financiamiento de la campaña al Perú originó el aumento de impuestos aduaneros.
Pueyrredón fue duramente criticado por los federales, que lo acusaban de complicidad con los portugueses por tolerar la invasión a la Banda Oriental (Portugal la había invadido en 1811-1812 y luego en 1816-1820; logrando incorporarla con el nombre de Provincia Cisplatina). Finalmente impuso su autoridad, disponiendo el destierro de los principales jefes del partido federal porteño. En el interior sofocó los movimientos federales con la intervención del Ejército del Norte.

## La invasión portuguesa a la Banda Oriental
Cuando Pueyrredón llegó al gobierno, la invasión portuguesa a la Banda Oriental ya estaba en marcha. El Congreso tomó una posición neutral que el director no compartía. Sin embargo, la falta de recursos lo imposibilitó de tomar medidas militares, limitándose a exigir a los portugueses que no sobrepasaran la línea del Río Uruguay. Esta política de tolerancia incrementó el resentimiento de los pueblos del Litoral.

## Constitución de 1819
Establecido el Congreso en Buenos Aires, resolvió sancionar una Constitución; se encargó a una comisión la taréa de redactarla.
El Congreso concluyó su obra en 1819 sancionando una constitución jurada por los pueblos de las Provincias Unidas, que no llegó a entrar en vigencia por la derrota del gobierno nacional en 1820. Esta constitución de 1819 no proclamaba la forma de gobierno; dotaba a la Nación de un gobierno central dividido en tres poderes, un sistema intermedio entre la república y la monarquía constitucional.

## Renuncia de Pueyrredón
En junio de 1819, Pueyrredón renunció a su cargo. Los pueblos se manifestaban partidarios del sistema federal; estaban dispuestos a romper con la política del Directorio y rechazaban los proyectos monárquicos y los acuerdos con Portugal, los enfrentamientos se agudizaron, las guerras civiles estaban por reiniciarse.
Luego de la renuncia de Pueyrredón asumió José Rondeau, último director de Estado.